# Заколпье (село)
Заколпье — село в Гусь-Хрустальном районе Владимирской области России, входит в состав Григорьевского сельского поселения.

## География
Село расположено на правом берегу реки Колпь в 33 км на юго-восток от Гусь-Хрустального, в 3 км от станции Заколпье на линии Москва—Муром.

## История
В писцовых книгах Владимирского уезда 1637-1647 годов Заколпье значится старинной вотчиной боярина Никиты Ивановича Романова, в селе была деревянная церковь Рождества Христова. В 1682 году эта вотчина приложена была в Московский «Спаса Нового» монастырь, во владении которого и оставалась до 1764 года. В 1834 году в Заколпье начато строительство каменного храма, трапеза была окончена в 1837 году, а главный храм в 1845 году. Престолов в храме было три: главный в честь Рождества Христова, в трапезе в честь Покрова Пресвятой Богородицы и святого апостола и Евангелиста Иоанна Богослова. В конце XIX века приход состоял из села Заколпья, сельца Константинова, деревень: Борисова, Дудора, Дмитриева, Махонина, по клировым ведомостям в них числилось 1925 мужчин и 2040 женщин. В селе Заколпье с 1884 года существовала церковно-приходская школа, учащихся в 1896 году было 50.
В конце XIX — начале XX века село являлось центром Заколпской волости Меленковского уезда, с 1926 года — в составе Гусевского уезда. В 1926 году в селе было 293 двора.
С 1929 года село являлось центром Заколпского сельсовета Гусь-Хрустального района, с 1954 года — в составе Григорьевского сельсовета, с 2005 года — в составе Григорьевского сельского поселения.

## Население
| 1859 | 1897  | 1905  | 1926  | 2002 | 2010 | 2021 |
| ---- | ----- | ----- | ----- | ---- | ---- | ---- |
| 690  | ↗1089 | ↘1044 | ↗1475 | ↘488 | ↘475 | ↘430 |

## Достопримечательности
В селе находится действующая Христорождественская церковь (1837 год).